# Віскрі
Віскрі (рум. Viscri) — село у повіті Брашов в Румунії. Входить до складу комуни Бунешть.
Село розташоване на відстані 196 км на північний захід від Бухареста, 59 км на північний захід від Брашова, 139 км на південний схід від Клуж-Напоки.

## Населення

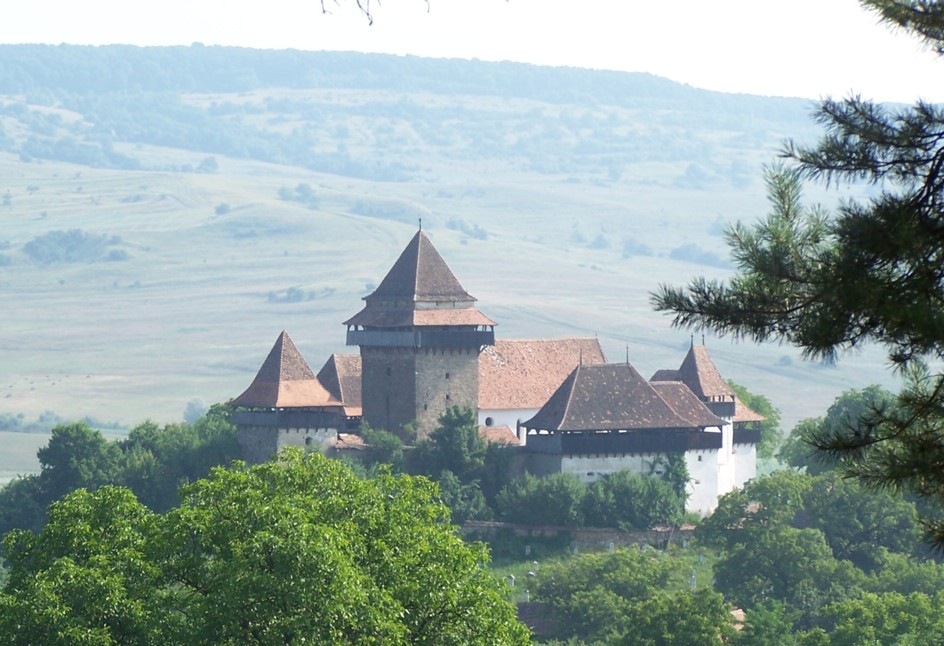
Укріплення в селі Віскрі

За даними перепису населення 2002 року у селі проживали 462 особи.
Національний склад населення села:
| Національність | Кількість осіб | Відсоток |
| -------------- | -------------- | -------- |
| румуни         | 346            | 74,9%    |
| цигани         | 87             | 18,8%    |
| німці          | 21             | 4,5%     |
| угорці         | 8              | 1,7%     |

Рідною мовою назвали:
| Мова      | Кількість осіб | Відсоток |
| --------- | -------------- | -------- |
| румунська | 423            | 91,6%    |
| німецька  | 21             | 4,5%     |
| циганська | 11             | 2,4%     |
| угорська  | 7              | 1,5%     |